# Amici di Maria De Filippi (decima edizione, fase serale)
La decima edizione del talent show musicale Amici di Maria De Filippi è andata in onda nella sua fase serale dall'11 gennaio al 6 marzo 2011 in prima serata su Canale 5 per nove puntate con la conduzione di Maria De Filippi. Le prime due puntate sono andate in onda di martedì, mentre le successive sette puntate sono andate in onda di domenica.
| Vincitori            | Vincitori          |
| -------------------- | ------------------ |
| Amici 10             | Denny Lodi (ballo) |
| Amici 10             | Virginio (canto)   |
| Premio della Critica | Annalisa           |

## Regolamento
Il regolamento del serale prevede una serie di sfide tra componenti di opposte squadre al termine delle quali si stabilisce la vittoria dell'una o dell'altra squadra. La squadra vincente ha quindi la possibilità di nominare (per maggioranza di voti) uno dei componenti della squadra sconfitta: a quel punto si vede se il concorrente è immune tramite i voti ricevuti il sabato, altrimenti ha la possibilità di eseguire un cavallo di battaglia e scegliere il proprio sfidante. La sfida viene valutata da una commissione esterna formata da 3 membri che sceglie il vincitore: se il concorrente nominato si salva diventa immune, altrimenti viene eliminato. Se il primo concorrente nominato si salva la squadra vincente fa un secondo ed ultimo nome. Nel caso in cui il secondo concorrente si salvi è la squadra perdente a decidere chi abbandonerà il programma. 
Dalla seconda puntata c'è stato un cambiamento nel regolamento: tutti possono esibirsi davanti alla commissione esterna che decreta la possibilità agli allievi di rimanere. Qualora fossero tutti salvati, la commissione esterna deve dare i voti e colui con i voti più bassi lascia la trasmissione.

## Concorrenti
In questa edizione i concorrenti ammessi al serale sono 12, così divisi:
| Squadra Bianca | Squadra Bianca | Squadra Bianca |             | Squadra Blu | Squadra Blu | Squadra Blu |
| Preparatori | Preparatori | Preparatori | Preparatori | Preparatori | Preparatori | Preparatori |
| --- | --- | --- | ----------- | --- | --- | --- |
| - Luca Jurman (canto) Virginio, Antonella, Antonio - Garrison (ballo) Giulia - Luciano Cannito (ballo) Vito, Riccardo - Michele Villanova (ballo) | - Luca Jurman (canto) Virginio, Antonella, Antonio - Garrison (ballo) Giulia - Luciano Cannito (ballo) Vito, Riccardo - Michele Villanova (ballo) | - Luca Jurman (canto) Virginio, Antonella, Antonio - Garrison (ballo) Giulia - Luciano Cannito (ballo) Vito, Riccardo - Michele Villanova (ballo) |             | - Alessandra Celentano (ballo) Denny, Debora - Rudy Zerbi (canto) Annalisa - Maria Grazia Fontana (canto) Francesca, Diana - Marco Garofalo (ballo) Costantino | - Alessandra Celentano (ballo) Denny, Debora - Rudy Zerbi (canto) Annalisa - Maria Grazia Fontana (canto) Francesca, Diana - Marco Garofalo (ballo) Costantino | - Alessandra Celentano (ballo) Denny, Debora - Rudy Zerbi (canto) Annalisa - Maria Grazia Fontana (canto) Francesca, Diana - Marco Garofalo (ballo) Costantino |
| Concorrenti | | |             | | | |
| Posizione | Nome | Disciplina |             | Posizione | Nome | Disciplina |
| 1 | Virginio Simonelli | canto |             | 1 | Denny Lodi | ballo |
| 2 | Giulia Pauselli | ballo |             | 2 | Annalisa Scarrone | canto |
| 3 | Vito Conversano | ballo |             | 6 | Francesca Nicolì | canto |
| 8 | Antonella Lafortezza | canto |             | 7 | Debora Di Giovanni | ballo |
| 10 | Riccardo Riccio | ballo |             | 9 | Diana Del Bufalo | canto |
| 11 | Antonio Mungari | canto |             | 12 | Costantino Imperatore | ballo |

## Tabellone delle eliminazioni
Legenda:

 Candidato/a a sostenere la sfida vestitino della squadra bianca

 Candidato/a a sostenere la sfida vestitino della squadra blu

 Candidato/a forzatamente a sostenere la sfida vestitino

     Sfida l'avversario/a nella prova vestitino

     Salvo/a perché ha vinto la sfida vestitino

     Immune

     Eliminato/a dalla propria squadra

     Perde la sfida vestitino ed è eliminato/a

     Eliminato/a perché ha ricevuto il voto più basso

     Eliminato/a definitivamente

     Candidato/a alla finale

     Non candidato/a alla finale

     Finalista

     Vincitore

|            |            | 11/01      | 11/01      | 11/01      | 11/01                  | 18/01                  | 18/01                  | 18/01                  | 18/01                  | 18/01                  | 23/01                  | 23/01                  | 23/01                  | 23/01                  | 23/01                  | 30/01                  | 30/01                  | 30/01                  | 30/01                  | 06/02                  | 06/02                  | 06/02                  | 13/02                  | 13/02                  | 20/02                  | 20/02                  | 27/02                  | 27/02                  | 06/03                  | Disciplina |
| 1ª PUNTATA | 1ª PUNTATA | 1ª PUNTATA | 1ª PUNTATA | 2ª PUNTATA | 2ª PUNTATA             | 2ª PUNTATA             | 2ª PUNTATA             | 2ª PUNTATA             | 3ª PUNTATA             | 3ª PUNTATA             | 3ª PUNTATA             | 3ª PUNTATA             | 3ª PUNTATA             | 4ª PUNTATA             | 4ª PUNTATA             | 4ª PUNTATA             | 4ª PUNTATA             | 5ª PUNTATA             | 5ª PUNTATA             | 5ª PUNTATA             | 1ª SEMIFINALE          | 1ª SEMIFINALE          | 2ª SEMIFINALE          | 2ª SEMIFINALE          | 3ª SEMIFINALE          | 3ª SEMIFINALE          | FINALE                 |                        |                        | Disciplina |
| ---------- | ---------- | ---------- | ---------- | ---------- | ---------------------- | ---------------------- | ---------------------- | ---------------------- | ---------------------- | ---------------------- | ---------------------- | ---------------------- | ---------------------- | ---------------------- | ---------------------- | ---------------------- | ---------------------- | ---------------------- | ---------------------- | ---------------------- | ---------------------- | ---------------------- | ---------------------- | ---------------------- | ---------------------- | ---------------------- | ---------------------- | ---------------------- | ---------------------- | ---------- |
| Sfida      | Sfida      | W          | W          | W          | B                      | B                      | B                      | B                      | B                      | B                      | W                      | W                      | W                      | W                      | W                      | B                      | B                      | B                      | B                      | W                      | W                      | W                      | 2ª SEMIFINALE          | 2ª SEMIFINALE          | 3ª SEMIFINALE          | 3ª SEMIFINALE          | FINALE                 | W                      | W                      | Disciplina |
| 1          | Virginio   | [ 3 ]      | [ 4 ]      | N.D.       | N.D.                   | N.D.                   |                        |                        |                        |                        | [ 5 ]                  | [ 3 ]                  | [ 6 ]                  | [ 4 ]                  | [ 7 ]                  | N.D.                   | N.D.                   |                        |                        | [ 8 ]                  | [ 5 ]                  | [ 7 ]                  |                        | N.D.                   |                        |                        |                        |                        | VINCITORE              | canto      |
| 1          | Denny      | N.D.       |            | [ 9 ]      | [ 10 ]                 | [ 11 ]                 | [ 12 ]                 | [ 13 ]                 | [ 14 ]                 | [ 7 ]                  | N.D.                   | N.D.                   | N.D.                   |                        |                        | [ 11 ]                 | [ 11 ]                 | [ 11 ]                 | [ 7 ]                  | N.D.                   | N.D.                   |                        |                        | N.D.                   |                        | N.D.                   |                        |                        | VINCITORE              | ballo      |
| 2          | Annalisa   |            |            | [ 9 ]      | [ 10 ]                 | [ 11 ]                 | [ 12 ]                 | [ 13 ]                 | [ 14 ]                 | [ 7 ]                  | N.D.                   | N.D.                   |                        |                        |                        | [ 14 ]                 | [ 15 ]                 | [ 12 ]                 | [ 7 ]                  |                        |                        |                        |                        | N.D.                   |                        | N.D.                   |                        |                        | SECONDA                | canto      |
| 2          | Giulia     | [ 3 ]      | [ 4 ]      | N.D.       | N.D.                   | N.D.                   | N.D.                   | N.D.                   | N.D.                   |                        | [ 3 ]                  | [ 3 ]                  | [ 6 ]                  | [ 8 ]                  | [ 7 ]                  | N.D.                   |                        |                        |                        | [ 8 ]                  | [ 5 ]                  | [ 7 ]                  |                        |                        |                        |                        |                        |                        | SECONDA                | ballo      |
| 3          | Vito       | [ 3 ]      | [ 4 ]      | N.D.       | N.D.                   |                        |                        |                        |                        |                        | [ 4 ]                  | [ 4 ]                  | [ 4 ]                  | [ 4 ]                  | [ 7 ]                  | N.D.                   | N.D.                   | N.D.                   |                        | [ 4 ]                  | [ 4 ]                  | [ 7 ]                  |                        | N.D.                   |                        | N.D.                   |                        |                        | TERZO                  | ballo      |
| 6          | Francesca  | N.D.       | N.D.       | [ 9 ]      | [ 10 ]                 | [ 11 ]                 | [ 12 ]                 | [ 13 ]                 | [ 14 ]                 | [ 7 ]                  |                        |                        |                        |                        |                        | [ 14 ]                 | [ 12 ]                 | [ 12 ]                 | [ 7 ]                  | N.D.                   |                        |                        |                        | N.D.                   |                        | N.D.                   |                        |                        | ELIMINATA (Semifinale) | canto      |
| 7          | Debora     | N.D.       | N.D.       | [ 9 ]      | [ 10 ]                 | [ 11 ]                 | [ 12 ]                 | [ 13 ]                 | [ 14 ]                 | [ 7 ]                  | N.D.                   | N.D.                   | N.D.                   | N.D.                   |                        | [ 15 ]                 | [ 15 ]                 | [ 12 ]                 | [ 7 ]                  |                        |                        |                        | ELIMINATA (6ª Puntata) | ELIMINATA (6ª Puntata) | ELIMINATA (6ª Puntata) | ELIMINATA (6ª Puntata) | ELIMINATA (6ª Puntata) | ELIMINATA (6ª Puntata) | ELIMINATA (6ª Puntata) | ballo      |
| 8          | Antonella  | [ 3 ]      | [ 4 ]      | N.D.       | N.D.                   | N.D.                   | N.D.                   | N.D.                   |                        |                        | [ 5 ]                  | [ 6 ]                  | [ 6 ]                  | [ 4 ]                  | [ 7 ]                  |                        |                        |                        |                        | ELIMINATA (4ª Puntata) | ELIMINATA (4ª Puntata) | ELIMINATA (4ª Puntata) | ELIMINATA (4ª Puntata) | ELIMINATA (4ª Puntata) | ELIMINATA (4ª Puntata) | ELIMINATA (4ª Puntata) | ELIMINATA (4ª Puntata) | ELIMINATA (4ª Puntata) | ELIMINATA (4ª Puntata) | canto      |
| 9          | Diana      |            |            | [ 7 ]      | [ 10 ]                 | [ 11 ]                 | [ 12 ]                 | [ 13 ]                 | [ 14 ]                 | [ 7 ]                  | N.D.                   |                        |                        |                        |                        | ELIMINATA (3ª Puntata) | ELIMINATA (3ª Puntata) | ELIMINATA (3ª Puntata) | ELIMINATA (3ª Puntata) | ELIMINATA (3ª Puntata) | ELIMINATA (3ª Puntata) | ELIMINATA (3ª Puntata) | ELIMINATA (3ª Puntata) | ELIMINATA (3ª Puntata) | ELIMINATA (3ª Puntata) | ELIMINATA (3ª Puntata) | ELIMINATA (3ª Puntata) | ELIMINATA (3ª Puntata) | ELIMINATA (3ª Puntata) | canto      |
| 10         | Riccardo   | [ 3 ]      | [ 4 ]      | N.D.       | N.D.                   | N.D.                   | N.D.                   |                        |                        |                        | ELIMINATO (2ª Puntata) | ELIMINATO (2ª Puntata) | ELIMINATO (2ª Puntata) | ELIMINATO (2ª Puntata) | ELIMINATO (2ª Puntata) | ELIMINATO (2ª Puntata) | ELIMINATO (2ª Puntata) | ELIMINATO (2ª Puntata) | ELIMINATO (2ª Puntata) | ELIMINATO (2ª Puntata) | ELIMINATO (2ª Puntata) | ELIMINATO (2ª Puntata) | ELIMINATO (2ª Puntata) | ELIMINATO (2ª Puntata) | ELIMINATO (2ª Puntata) | ELIMINATO (2ª Puntata) | ELIMINATO (2ª Puntata) | ELIMINATO (2ª Puntata) | ELIMINATO (2ª Puntata) | ballo      |
| 11         | Antonio    | [ 3 ]      | [ 4 ]      | N.D.       |                        | ELIMINATO (2ª Puntata) | ELIMINATO (2ª Puntata) | ELIMINATO (2ª Puntata) | ELIMINATO (2ª Puntata) | ELIMINATO (2ª Puntata) | ELIMINATO (2ª Puntata) | ELIMINATO (2ª Puntata) | ELIMINATO (2ª Puntata) | ELIMINATO (2ª Puntata) | ELIMINATO (2ª Puntata) | ELIMINATO (2ª Puntata) | ELIMINATO (2ª Puntata) | ELIMINATO (2ª Puntata) | ELIMINATO (2ª Puntata) | ELIMINATO (2ª Puntata) | ELIMINATO (2ª Puntata) | ELIMINATO (2ª Puntata) | ELIMINATO (2ª Puntata) | ELIMINATO (2ª Puntata) | ELIMINATO (2ª Puntata) | ELIMINATO (2ª Puntata) | ELIMINATO (2ª Puntata) | ELIMINATO (2ª Puntata) | ELIMINATO (2ª Puntata) | canto      |
| 12         | Costantino | N.D.       | N.D.       | [ 7 ]      | ELIMINATO (1ª Puntata) | ELIMINATO (1ª Puntata) | ELIMINATO (1ª Puntata) | ELIMINATO (1ª Puntata) | ELIMINATO (1ª Puntata) | ELIMINATO (1ª Puntata) | ELIMINATO (1ª Puntata) | ELIMINATO (1ª Puntata) | ELIMINATO (1ª Puntata) | ELIMINATO (1ª Puntata) | ELIMINATO (1ª Puntata) | ELIMINATO (1ª Puntata) | ELIMINATO (1ª Puntata) | ELIMINATO (1ª Puntata) | ELIMINATO (1ª Puntata) | ELIMINATO (1ª Puntata) | ELIMINATO (1ª Puntata) | ELIMINATO (1ª Puntata) | ELIMINATO (1ª Puntata) | ELIMINATO (1ª Puntata) | ELIMINATO (1ª Puntata) | ELIMINATO (1ª Puntata) | ELIMINATO (1ª Puntata) | ELIMINATO (1ª Puntata) | ELIMINATO (1ª Puntata) | ballo      |

### Podio

#### Canto
|          |          |           |  |           |
|          |          |           |  | 4º        |
|          | Virginio |           |  | Antonella |
| Annalisa | Virginio |           |  | 5º        |
| Annalisa | 1º       | Francesca |  | Diana     |
| 2º       | 1º       | Francesca |  | 6º        |
| 2º       | 1º       | 3º        |  | Antonio   |

#### Ballo
|        |       |      |  |            |
|        |       |      |  | 4º         |
|        | Denny |      |  | Debora     |
| Giulia | Denny |      |  | 5º         |
| Giulia | 1º    | Vito |  | Riccardo   |
| 2º     | 1º    | Vito |  | 6º         |
| 2º     | 1º    | 3º   |  | Costantino |

## Tabellone delle esibizioni
Nelle varie tabelle sono indicate le sfide singole svolte durante le puntate del serale. Laddove sono contraddistinte dal colore bianco o blu, significa che c'è stata una votazione a favore di una o l'altra squadra per la singola sfida.
Legenda:

     Prova vinta dai Bianchi.
     Prova vinta dai Blu.
N/A Per la sfida secretata non viene mostrato il risultato.
     Prova di canto
     Prova di ballo

### Puntata 1
La prima puntata del serale è stata trasmessa l'11 gennaio 2011 e ha visto la vittoria della squadra bianca nella prima sfida e della blu nella seconda sfida e l'uscita del ballerino Costantino Imperatore appartenente alla squadra blu.
Per questa puntata le singole sfide sono sottoposte a televoto a squadre: il colore indica quindi la vittoria di una squadra o dell'altra.

#### Prima partita
| PROVA    | SQUADRA BLU        | SQUADRA BLU                           | VANTAGGIO          | VANTAGGIO          | SQUADRA BIANCA     | SQUADRA BIANCA                        |
| -------- | ------------------ | ------------------------------------- | ------------------ | ------------------ | ------------------ | ------------------------------------- |
| I        | Annalisa           | Comparata CANTO Cuore                 |                    |                    | Antonella          | Comparata CANTO Cuore                 |
| II       | Denny              | Comparata BALLO Three Words           |                    |                    | Vito               | Comparata BALLO Three Words           |
| III      | Diana              | Diamonds are the girl best friend     |                    |                    | Antonio            | Prayer for the dying                  |
| IV       | Debora             | Comparata BALLO 160 battiti al minuto |                    |                    | Giulia             | Comparata BALLO 160 battiti al minuto |
| V        | Francesca          | Io nego                               | N.D.               | N.D.               | Virginio           | A maggio cambio                       |
| VI       | Costantino         | Comparata BALLO Libertango            | N.D.               | N.D.               | Riccardo           | Comparata BALLO Libertango            |
| VITTORIA | SQUADRA BIANCA 52% | SQUADRA BIANCA 52%                    | SQUADRA BIANCA 52% | SQUADRA BIANCA 52% | SQUADRA BIANCA 52% | SQUADRA BIANCA 52%                    |

##### Sfide vestitino per l'eliminazione
| Votazione                      | Candidato/a | Esibizione            | Avversaria | Votazioni dei giudici | Votazioni dei giudici | Votazioni dei giudici | Esito                   |
| ------------------------------ | ----------- | --------------------- | ---------- | --------------------- | --------------------- | --------------------- | ----------------------- |
| I 6 voti su 6                  | DIANA       | In these shoes        | Antonella  | Giordano SI           | Massara SI            | Zanotti SI            | Salva                   |
| II 6 voti su 6                 | DENNY       | Variazione Cigno nero | Giulia     | Oddi SI               | Prina SI              | Vu An SI              | Salvo                   |
| -                              | ANNALISA    | -                     | -          | -                     | -                     | -                     | Immune                  |
| -                              | DEBORA      | -                     | -          | -                     | -                     | -                     | Salva                   |
| -                              | FRANCESCA   | -                     | -          | -                     | -                     | -                     | Salva                   |
| VOTO DELLA SQUADRA 4 voti su 6 | COSTANTINO  | -                     | -          | -                     | -                     | -                     | Eliminato (4 voti su 6) |

#### Seconda partita
| PROVA    | SQUADRA BLU     | SQUADRA BLU                     | VANTAGGIO       | VANTAGGIO       | SQUADRA BIANCA  | SQUADRA BIANCA                  |
| -------- | --------------- | ------------------------------- | --------------- | --------------- | --------------- | ------------------------------- |
| I        | Annalisa        | Canto anche se sono stonata     |                 |                 | Antonella       | Labyrinth                       |
| II       | Debora          | Comparata BALLO Prima Donna     | N.D.            | N.D.            | Giulia          | Comparata BALLO Prima Donna     |
| III      | Francesca       | Comparata CANTO No woman no cry | N.D.            | N.D.            | Virginio        | Comparata CANTO No woman no cry |
| VITTORIA | SQUADRA BLU 65% | SQUADRA BLU 65%                 | SQUADRA BLU 65% | SQUADRA BLU 65% | SQUADRA BLU 65% | SQUADRA BLU 65%                 |

##### Eliminazione
L'eliminazione del secondo concorrente è stata rimandata alla puntata successiva con l'uscita del cantante Antonio Mungari della squadra bianca.

### Puntata 2
La seconda puntata del serale è stata trasmessa il 18 gennaio 2011 e ha visto la vittoria della squadra blu l'uscita del ballerino Riccardo Riccio e del cantante Antonio Mungari appartenenti alla squadra bianca.

#### Sfide vestitino per l'eliminazione
Il concorrente Virginio chiede di autonominarsi perché, secondo lui, la scelta di eliminare lui dalla propria squadra nel caso che tutti i concorrenti nominati ottengano l'immunità è iniqua e non meritocratica.
La produzione, dopo aver valutato la sua proposta, ha deciso di rimettere nelle mani della squadra blu la decisione di cambiare il nome precedentemente scritto nella busta con quello suo.

| Votazione     | Candidato/a | Esibizione        | Avversaria | Votazioni dei giudici | Votazioni dei giudici | Votazioni dei giudici | Esito     |
| ------------- | ----------- | ----------------- | ---------- | --------------------- | --------------------- | --------------------- | --------- |
| I 5 voti su 5 | ANTONIO     | Un passo indietro | Annalisa   | Menci NO              | Dondoni NO            | Zanotti NO            | Eliminato |

#### Partita
Per questa puntata le singole sfide della sfida a squadre sono sottoposte a televoto a squadre: il colore indica quindi la vittoria di una squadra o dell'altra.
| PROVA    | SQUADRA BLU     | SQUADRA BLU                                | VANTAGGIO       | VANTAGGIO       | SQUADRA BIANCA  | SQUADRA BIANCA                             |
| -------- | --------------- | ------------------------------------------ | --------------- | --------------- | --------------- | ------------------------------------------ |
| I        | Denny           | Comparata BALLO - Variazione Il Cigno nero |                 |                 | Vito            | Comparata BALLO - Variazione Il Cigno nero |
| II       | Francesca       | Comparata CANTO Satisfaction               |                 |                 | Virginio        | Comparata CANTO Satisfaction               |
| III      | Denny           | Comparata BALLO Hit the road jack          |                 |                 | Giulia          | Comparata BALLO Hit the road jack          |
| IV       | Annalisa        | Comparata CANTO Io vivrò                   |                 |                 | Antonella       | Comparata CANTO Io vivrò                   |
| V        | Debora          | Comparata BALLO Suspicious minds           | PARITÀ          | PARITÀ          | Riccardo        | Comparata BALLO Suspicious minds           |
| VI       | Annalisa        | Comparata CANTO Bohemian Rhapsody          | N.D.            | N.D.            | Virginio        | Comparata CANTO Bohemian Rhapsody          |
| VII      | Denny           | Comparata BALLO ???                        | N.D.            | N.D.            | Vito            | Comparata BALLO ???                        |
| VIII     | Diana           | Comparata CANTO Chain of fools             | N.D.            | N.D.            | Antonella       | Comparata CANTO Chain of fools             |
| VITTORIA | SQUADRA BLU 65% | SQUADRA BLU 65%                            | SQUADRA BLU 65% | SQUADRA BLU 65% | SQUADRA BLU 65% | SQUADRA BLU 65%                            |

#### Sfide vestitino per l'eliminazione
| Votazione           | Candidato/a | Esibizione          | Avversario/a | Votazioni dei giudici | Votazioni dei giudici | Votazioni dei giudici | Esito                    |
| ------------------- | ----------- | ------------------- | ------------ | --------------------- | --------------------- | --------------------- | ------------------------ |
| I 3 voti su 5       | VITO        | Crazy               | Denny        | Oddi SI               | Bernabini SI          | Prina SI              | Salvo                    |
| II 5 voti su 5      | VIRGINIO    | Trouble             | Annalisa     | Zanotti SI            | Dondoni SI            | Menci SI              | Salvo                    |
| III 5 voti su 5     | RICCARDO    | The Gladiator       | Denny        | Oddi SI               | Bernabini SI          | Prina SI              | Eliminato voto più basso |
| IV 5 voti su 5      | ANTONELLA   | Without you         | Diana        | Zanotti SI            | Dondoni SI            | Menci SI              | Salva                    |
| V votazione forzata | GIULIA      | But I'm a good girl | Denny        | Oddi SI               | Bernabini SI          | Prina SI              | Salva                    |

Essendo tutti immuni la commissione esterna ha deciso tramite votazione in decimi che a lasciare il programma sia il ballerino classico Riccardo.

### Puntata 3
La terza puntata del serale è stata trasmessa il 23 gennaio 2011 e ha visto la vittoria della squadra bianca e l'uscita della cantante Diana Del Bufalo appartenente alla squadra blu.

#### Partita
| PROVA    | SQUADRA BLU                     | SQUADRA BLU                                             | VANTAGGIO          | VANTAGGIO          | SQUADRA BIANCA              | SQUADRA BIANCA                                          |
| -------- | ------------------------------- | ------------------------------------------------------- | ------------------ | ------------------ | --------------------------- | ------------------------------------------------------- |
| I        | Denny                           | Comparata BALLO Còmo còmo                               | N.D.               | N.D.               | Vito                        | Comparata BALLO Còmo còmo                               |
| II       | Annalisa con Alessandra Amoroso | Immobile                                                | N.D.               | N.D.               | Virginio con Emma           | Calore                                                  |
| III      | Debora                          | Comparata BALLO - Variazione Grand pas classique - Coda |                    |                    | Giulia                      | Comparata BALLO - Variazione Grand pas classique - Coda |
| IV       | Diana con Marco Carta           | Dentro ad ogni brivido                                  | N.D.               | N.D.               | Antonella con Valerio Scanu | Per tutte le volte che                                  |
| V        | Debora                          | Comparata BALLO Moi je joue                             | N.D.               | N.D.               | Vito                        | Comparata BALLO Moi je joue                             |
| VI       | Francesca con Marco Mengoni     | In un giorno qualunque                                  | N.D.               | N.D.               | Virginio con Emma           | Cullami                                                 |
| VII      | Debora                          | Comparata BALLO Welcome to Burlesque                    | PARITÀ             | PARITÀ             | Giulia                      | Comparata BALLO Welcome to Burlesque                    |
| VIII     | Francesca                       | Comparata CANTO Davvero                                 | N.D.               | N.D.               | Virginio                    | Comparata CANTO Davvero                                 |
| IX       | Denny                           | Comparata BALLO Fever                                   | N.D.               | N.D.               | Giulia                      | Comparata BALLO Fever                                   |
| VITTORIA | SQUADRA BIANCA 55%              | SQUADRA BIANCA 55%                                      | SQUADRA BIANCA 55% | SQUADRA BIANCA 55% | SQUADRA BIANCA 55%          | SQUADRA BIANCA 55%                                      |

#### Sfide vestitino per l'eliminazione
| Votazione           | Candidato/a | Esibizione                | Avversario/a | Votazioni dei giudici | Votazioni dei giudici | Votazioni dei giudici | Esito                    |
| ------------------- | ----------- | ------------------------- | ------------ | --------------------- | --------------------- | --------------------- | ------------------------ |
| I 2 voti su 4       | FRANCESCA   | Another brick in the wall | Virginio     | Laffranchi SI         | Zanotti SI            | Brando SI             | Salva                    |
| II 2 voti su 4      | DIANA       | Non sai fare l'amore      | Antonella    | Laffranchi SI         | Zanotti SI            | Brando SI             | Eliminata voto più basso |
| III 3 voti su 4     | ANNALISA    | Guarda che luna           | Virginio     | Laffranchi SI         | Zanotti SI            | Brando SI             | Salva                    |
| IV 3 voti su 4      | DENNY       | -                         | -            | -                     | -                     | -                     | Immune                   |
| V votazione forzata | DEBORA      | Variazione Don Quixote    | Giulia       | Oddi SI               | Vu An SI              | Prina SI              | Salva                    |

### Puntata 4
La quarta puntata del serale è stata trasmessa il 30 gennaio 2011. La sfida è stata vinta dalla squadra Blu con il 51% dei voti, e ha decretato l'uscita della cantante Antonella Lafortezza.

#### Partita
| PROVA     | SQUADRA BLU                  | SQUADRA BLU                                     | VANTAGGIO       | VANTAGGIO       | SQUADRA BIANCA                | SQUADRA BIANCA                                  |
| --------- | ---------------------------- | ----------------------------------------------- | --------------- | --------------- | ----------------------------- | ----------------------------------------------- |
| I         | Annalisa con Mario Biondi    | I've got you under my skin                      | N.D.            | N.D.            | Virginio con Ornella Vanoni   | Senza Fine                                      |
| II GIULIA | Debora                       | Comparata BALLO Dirty                           |                 |                 | Giulia                        | Comparata BALLO Dirty                           |
| III       | Francesca con Loredana Berté | Non sono una signora                            | N.D.            | N.D.            | Antonella con Francesco Renga | Un giorno bellissimo                            |
| IV DEBORA | Debora                       | Variazione Lo Schiaccianoci - Coda              |                 |                 | Giulia                        | Variazione Lo Schiaccianoci - Coda              |
| V         | Annalisa                     | Comparata CANTO Anche un uomo                   |                 |                 | Antonella                     | Comparata CANTO Anche un uomo                   |
| VI VITO   | Denny                        | Comparata BALLO - Variazione L'uccello di fuoco |                 |                 | Vito                          | Comparata BALLO - Variazione L'uccello di fuoco |
| VII       | Francesca                    | Comparata CANTO Io nego                         | PARITÀ          | PARITÀ          | Virginio                      | Comparata CANTO Io nego                         |
| VIII      | Denny                        | Comparata BALLO Love me                         | N.D.            | N.D.            | Giulia                        | Comparata BALLO Love me                         |
| IX        | Annalisa                     | Inverno                                         |                 |                 | Antonella                     | Nell'immensità                                  |
| X         | Denny                        | Comparata BALLO Cinema Italiano                 | N.D.            | N.D.            | Vito                          | Comparata BALLO Cinema Italiano                 |
| VITTORIA  | SQUADRA BLU 51%              | SQUADRA BLU 51%                                 | SQUADRA BLU 51% | SQUADRA BLU 51% | SQUADRA BLU 51%               | SQUADRA BLU 51%                                 |

#### Sfide vestitino per l'eliminazione
| Votazione            | Candidato/a | Esibizione          | Avversario/a | Votazioni dei giudici | Votazioni dei giudici | Votazioni dei giudici | Esito                    |
| -------------------- | ----------- | ------------------- | ------------ | --------------------- | --------------------- | --------------------- | ------------------------ |
| I 2 voti su 4        | ANTONELLA   | Million dollar bill | Francesca    | Balestra SI           | Giordano SI           | Zanotti SI            | Eliminata voto più basso |
| II 5 voti su 5       | GIULIA      | -                   | -            | -                     | -                     | -                     | Immune                   |
| III 5 voti su 5      | VIRGINIO    | Ogni mio istante    | Annalisa     | Balestra SI           | Giordano SI           | Zanotti SI            | Salvo                    |
| IV votazione forzata | VITO        | Enjoy the silence   | Denny        | Oddi SI               | Vu An SI              | Prina SI              | Salvo                    |

### Puntata 5
La quinta puntata del serale è stata trasmessa il 6 febbraio 2011. Hanno vinto i bianchi con il 57% dei voti e l'eliminazione è stata rimandata di una settimana per via di un malore di Giulia. La settimana dopo viene eliminata la ballerina Debora De Giovanni.

#### Partita
| PROVA    | SQUADRA BLU                    | SQUADRA BLU                                      | VANTAGGIO          | VANTAGGIO          | SQUADRA BIANCA               | SQUADRA BIANCA                                   |
| -------- | ------------------------------ | ------------------------------------------------ | ------------------ | ------------------ | ---------------------------- | ------------------------------------------------ |
| I        | Annalisa con Christian De Sica | You make me feel so young                        | N.D.               | N.D.               | Virginio con Sabrina Ferilli | Arrivederci Roma                                 |
| II       | Debora                         | Comparata BALLO - Variazione Grand pas classique |                    |                    | Giulia                       | Comparata BALLO - Variazione Grand pas classique |
| III      | Francesca con Beppe Fiorello   | Meraviglioso                                     | N.D.               | N.D.               | Virginio con Sabrina Ferilli | Sai che c'è                                      |
| IV       | Denny                          | Comparata BALLO Satisfaction                     |                    |                    | Vito                         | Comparata BALLO Satisfaction                     |
| V        | Annalisa                       | Comparata CANTO Mad about you                    | N.D.               | N.D.               | Virginio                     | Comparata CANTO Mad about you                    |
| VI       | Debora                         | Comparata BALLO America                          |                    |                    | Giulia                       | Comparata BALLO America                          |
| VII      | Francesca                      | Comparata CANTO Il mio corpo che cambia          |                    |                    | Virginio                     | Comparata CANTO Il mio corpo che cambia          |
| VIII     | Denny                          | Comparata BALLO The ball                         |                    |                    | Vito                         | Comparata BALLO The ball                         |
| IX       | Annalisa                       | Comparata CANTO Clocks                           |                    |                    | Virginio                     | Comparata CANTO Clocks                           |
| X        | Debora                         | Comparata BALLO Human Nature                     | N.D.               | N.D.               | Giulia                       | Comparata BALLO Human Nature                     |
| XI       | Francesca                      | Sono Bugiarda                                    | N.D.               | N.D.               | Virginio                     | Non ha importanza                                |
| VITTORIA | SQUADRA BIANCA 57%             | SQUADRA BIANCA 57%                               | SQUADRA BIANCA 57% | SQUADRA BIANCA 57% | SQUADRA BIANCA 57%           | SQUADRA BIANCA 57%                               |

#### Sfide vestitino per l'eliminazione
| Votazione             | Candidato/a | Esibizione                  | Avversario/a | Votazioni dei giudici | Votazioni dei giudici | Votazioni dei giudici | Esito                    |
| --------------------- | ----------- | --------------------------- | ------------ | --------------------- | --------------------- | --------------------- | ------------------------ |
| I 2 voti su 3         | DEBORA      | Variazione La Bayadère      | Giulia       | Nunez SI              | Prina SI              | Fournial SI           | Eliminata voto più basso |
| II 2 voti su 3        | FRANCESCA   | Knockin' on heaven's door   | Virginio     | Zanotti SI            | Massara SI            | Dondoni NO            | Salva                    |
| III votazione forzata | DENNY       | Variazione Lo schiaccianoci | Vito         | Nunez SI              | Prina SI              | Fournial SI           | Salvo                    |
| -                     | ANNALISA    | -                           | -            | -                     | -                     | -                     | Immune                   |

### Prima semifinale
La sesta puntata del serale è stata trasmessa il 13 febbraio 2011. Hanno vinto i bianchi con il 52% dei voti e la ballerina Giulia è stata la prima concorrente ammessa alla finale.

#### Partita
| PROVA    | SQUADRA BLU        | SQUADRA BLU                                | VANTAGGIO          | VANTAGGIO          | SQUADRA BIANCA     | SQUADRA BIANCA                             |
| -------- | ------------------ | ------------------------------------------ | ------------------ | ------------------ | ------------------ | ------------------------------------------ |
| I        | Annalisa           | Comparata CANTO Somebody to love           |                    |                    | Virginio           | Comparata CANTO Somebody to love           |
| II       | Denny              | Comparata BALLO - Variazione Sylvia - Coda |                    |                    | Vito               | Comparata BALLO - Variazione Sylvia - Coda |
| III      | Francesca          | Comparata CANTO Come together              |                    |                    | Virginio           | Comparata CANTO Come together              |
| IV       | Denny              | Comparata BALLO La sagra di Primavera      |                    |                    | Vito               | Comparata BALLO La sagra di Primavera      |
| V        | Annalisa           | Questo bellissimo gioco                    |                    |                    | -                  | -                                          |
| VI       | Denny              | Comparata BALLO Paradise Circus            |                    |                    | Giulia             | Comparata BALLO Paradise Circus            |
| VII      | Francesca          | Comparata CANTO Open Arms                  |                    |                    | Virginio           | Comparata CANTO Open Arms                  |
| VIII     | Denny              | Comparata BALLO - Variazione Paquita       |                    |                    | Vito               | Comparata BALLO - Variazione Paquita       |
| IX       | Annalisa           | Comparata CANTO Oggi sono io               |                    |                    | Virginio           | Comparata CANTO Oggi sono io               |
| X        | Denny              | Comparata BALLO Alors on danse             |                    |                    | Vito               | Comparata BALLO Alors on danse             |
| XI       | Francesca          | Call me                                    |                    |                    | Virginio           | Quel posto che non c'è                     |
| XII      | Denny              | Comparata BALLO Click click click          |                    |                    | Giulia             | Comparata BALLO Click click click          |
| XIII     | Annalisa           | Comparata CANTO Snow on the Sahara         | N.D.               | N.D.               | Virginio           | Comparata CANTO Snow on the Sahara         |
| VITTORIA | SQUADRA BIANCA 52% | SQUADRA BIANCA 52%                         | SQUADRA BIANCA 52% | SQUADRA BIANCA 52% | SQUADRA BIANCA 52% | SQUADRA BIANCA 52%                         |

#### Concorso per l'accesso in finale
| Candidato/a | Esibizione      | Giudici | Giudici | Giudici  | Esito                            |
| ----------- | --------------- | ------- | ------- | -------- | -------------------------------- |
| VITO        | Dieci zero nove | Nunez   | Prina   | Fournial | Non accede alla finale           |
| VIRGINIO    | A mano a mano   | Zanotti | Massara | Dondoni  | Non accede alla finale           |
| GIULIA      | Lamb            | Nunez   | Prina   | Fournial | Accede alla finale voto più alto |

### Seconda semifinale
In questa puntata sono state sciolte le squadre.
Si deciderà un altro finalista tra i tre più televotati della puntata, che andranno di fronte alla commissione esterna che con il voto più alto potrà decidere il secondo finalista.
Il secondo finalista è il cantante Virginio. Così come nella scorsa puntata, nessuno dei concorrenti è stato eliminato.

#### Esibizione singola
| GIULIA | GIULIA | GIULIA | GIULIA | Sway | Sway | Sway | Sway |
| ------ | ------ | ------ | ------ | ---- | ---- | ---- | ---- |

#### Partita
| PROVA    | FRANCESCA                               | DENNY                                          | VIRGINIO                         | VITO                                           | ANNALISA                                | VANTAGGIO |
| I        | Comparata CANTO Dedicato                | -                                              | Comparata CANTO Dedicato         | -                                              | -                                       | Virginio  |
| II       | -                                       | Comparata BALLO Marrakesh                      | -                                | Comparata BALLO Marrakesh                      | -                                       | Denny     |
| III      | Comparata CANTO I saved the world today | -                                              | -                                | -                                              | Comparata CANTO I saved the world today | Annalisa  |
| IV       | -                                       | Comparata BALLO - Variazione Fiamme di Parigi  | -                                | Comparata BALLO - Variazione Fiamme di Parigi  | -                                       | Denny     |
| V        | -                                       | -                                              | Comparata CANTO Careless Whisper | -                                              | Comparata CANTO Careless Whisper        | Virginio  |
| VI       | -                                       | Comparata BALLO Tango for four                 | -                                | Comparata BALLO Tango for four                 | -                                       | Denny     |
| VII      | Comparata CANTO Il mondo                | -                                              | Comparata CANTO Il mondo         | -                                              | -                                       | Virginio  |
| VIII     | -                                       | Comparata BALLO - Variazione Il Corsaro - Coda | -                                | Comparata BALLO - Variazione Il Corsaro - Coda | -                                       | Denny     |
| IX       | Comparata CANTO Because the night       | -                                              | -                                | -                                              | Comparata CANTO Because the night       | Annalisa  |
| X        | -                                       | Comparata BALLO The Incredits                  | -                                | Comparata BALLO The Incredits                  | -                                       | Denny     |
| XI       | -                                       | -                                              | Comparata CANTO Come si cambia   | -                                              | Comparata CANTO Come si cambia          | Virginio  |
| XII      | -                                       | -                                              | -                                | ???                                            | -                                       | Vito      |
| XIII     | Sono Bugiarda                           | -                                              | Ad occhi chiusi                  | -                                              | Questo bellissimo gioco                 | N.D.      |
| VITTORIA | VIRGINIO                                | VIRGINIO                                       | VIRGINIO                         | VIRGINIO                                       | VIRGINIO                                | VIRGINIO  |
| VITTORIA | DENNY                                   |                                                |                                  |                                                |                                         |           |
| VITTORIA | ANNALISA                                |                                                |                                  |                                                |                                         |           |

#### Concorso per l'accesso in finale
| Candidato/a | Esibizione       | Giudici | Giudici | Giudici    | Esito                            |
| ----------- | ---------------- | ------- | ------- | ---------- | -------------------------------- |
| VIRGINIO    | Solo per te      | Zanotti | Dondoni | Laffranchi | Accede alla finale voto più alto |
| DENNY       | Second Kill      | Oddi    | Prina   | Fournial   | Non accede alla finale           |
| ANNALISA    | It's oh so quiet | Zanotti | Dondoni | Laffranchi | Non accede alla finale           |

### Terza semifinale
In questa puntata si decideranno gli ultimi tre finalisti per un totale di 5.
Nella sfida il televoto premierà colui con il maggior numero di televoti, che andrà direttamente in finale.
Gli altri 2 saranno decisi dalla commissione esterna che darà dei voti in base alle prove esibite nella sfida.
La cantante Annalisa accede tramite televoto. I ballerini Denny e Vito accedono grazie alla commissione esterna.
La cantante Francesca Nicolì, avendo preso il voto più basso, non accede alla finale per cui è stata eliminata.

#### Esibizioni singole
| GIULIA   | GIULIA   | GIULIA   | Lueve en Buenos Aires | Lueve en Buenos Aires | Lueve en Buenos Aires |
| VIRGINIO | VIRGINIO | VIRGINIO | Ad occhi chiusi       | Ad occhi chiusi       | Ad occhi chiusi       |

#### Partita
| PROVA    | FRANCESCA                                  | DENNY                                           | ANNALISA                                   | VITO                                            | VANTAGGIO |
| I        | Comparata CANTO Lei                        | -                                               | Comparata CANTO Lei                        | -                                               | Annalisa  |
| II       | -                                          | Comparata BALLO Stand by me                     | -                                          | Comparata BALLO Stand by me                     | Denny     |
| III      | Comparata CANTO Total eclipse of the heart | -                                               | Comparata CANTO Total eclipse of the heart | -                                               | Annalisa  |
| IV       | -                                          | Comparata BALLO con Belén Rodríguez Loba        | -                                          | Comparata BALLO con Belén Rodríguez Loba        | Denny     |
| V        | Comparata CANTO L'amore si odia            | -                                               | Comparata CANTO L'amore si odia            | -                                               | Annalisa  |
| VI       | -                                          | Comparata BALLO - Variazione Don Quixote - Coda | -                                          | Comparata BALLO - Variazione Don Quixote - Coda | Denny     |
| VII      | Com'è semplice                             | -                                               | Brividi                                    | -                                               | Annalisa  |
| VIII     | -                                          | Comparata BALLO Evviv lo swing                  | -                                          | Comparata BALLO Evviv lo swing                  | Denny     |
| IX       | con Belén Rodríguez Si tu no vuelves       | -                                               | con Belén Rodríguez L'appuntamento         | -                                               | Annalisa  |
| X        | -                                          | Comparata BALLO - Variazione La Bayadère        | -                                          | Comparata BALLO - Variazione La Bayadère        | Denny     |
| XI       | Comparata CANTO Adesso tu                  | -                                               | Comparata CANTO Adesso tu                  | -                                               | Annalisa  |
| XII      | -                                          | Comparata BALLO Take five                       | -                                          | Comparata BALLO Take five                       | Denny     |
| XIII     | -                                          | -                                               | Questo bellissimo gioco                    | -                                               | Annalisa  |
| VITTORIA | ANNALISA                                   | ANNALISA                                        | ANNALISA                                   | ANNALISA                                        | ANNALISA  |

#### Concorso per l'accesso in finale
| Candidato/a | Candidato/a | Candidato/a | Esito              | Esito              | Esito              |
| ----------- | ----------- | ----------- | ------------------ | ------------------ | ------------------ |
| VITO        | VITO        | VITO        | Accede alla finale | Accede alla finale | Accede alla finale |
| DENNY       | DENNY       | DENNY       | Accede alla finale | Accede alla finale | Accede alla finale |
| FRANCESCA   | FRANCESCA   | FRANCESCA   | Eliminata          | Eliminata          | Eliminata          |

### Finale
La finale è stata trasmessa il 6 marzo 2011 e ha visto vincitori il cantante Virginio e il ballerino classico Denny Lodi che si sono aggiudicati il premio di 100 000 € ciascuno. Il premio della critica di 50 000 € è stato vinto da Annalisa.
Tutti i concorrenti del ballo e del canto affronteranno delle sfide rispettivamente per categorie.
Nel tabellone sono indicate le sfide disputate nel corso della puntata finale. Laddove le singole sfide sono contrassegnate da un colore, si indica chi in quel momento è in vantaggio nel televoto. I colori rispecchiano le divise indossate dal singolo componente nella puntata finale.
Legenda:
      Vantaggio di Giulia

      Vantaggio di Annalisa

      Vantaggio di Denny 
       Vantaggio di Virginio 

      Vantaggio di Vito 
      Parità

N/A Per la singola sfida non viene mostrato il vantaggio

#### Finale Ballo
| PROVA     | DENNY                                                 | VITO                                     | GIULIA                                                | VANTAGGIO  |
| I         | Comparata BALLO - Variazione Il lago dei Cigni - Coda | -                                        | Comparata BALLO - Variazione Il lago dei Cigni - Coda | N.D.       |
| II        | Comparata BALLO Tango                                 | Comparata BALLO Tango                    | -                                                     | Denny      |
| III       | -                                                     | Comparata BALLO Mad about you            | Comparata BALLO Mad about you                         | N.D.       |
| IV        | Je suis malade                                        | Vesti la giubba                          | Lamb                                                  | N.D.       |
| V         | -                                                     | Comparata BALLO - Variazione Don Quixote | Comparata BALLO - Variazione Don Quixote              | Giulia     |
| VI        | Comparata BALLO Molleggiato                           | -                                        | Comparata BALLO Molleggiato                           | N.D.       |
| VII       | Comparata BALLO Gold black                            | Comparata BALLO Gold black               | -                                                     | N.D.       |
| VIII      | Tanto tanto tanto                                     | Cold song                                | But I'm a good girl                                   | N.D.       |
| TERZO     | VITO 21%                                              | VITO 21%                                 | VITO 21%                                              | VITO 21%   |
| SECONDA   | GIULIA 37%                                            | GIULIA 37%                               | GIULIA 37%                                            | GIULIA 37% |
| VINCITORE | DENNY 42%                                             | DENNY 42%                                | DENNY 42%                                             | DENNY 42%  |

#### Finalissima Canto
| PROVA     | ANNALISA                                | VIRGINIO                                    | VANTAGGIO |
| I         | Comparata CANTO There Must Be an Angel  | Comparata CANTO There Must Be an Angel      | Annalisa  |
| II        | con Alessandra Amoroso Niente           | con Roberto Vecchioni Chiamami ancora amore | N.D.      |
| III       | Mi sei scoppiato dentro al cuore        | Nei giardini che nessuno sa                 | Virginio  |
| IV        | con Fiorella Mannoia Le notti di maggio | con Emma Io son per te l'amore              | Virginio  |
| V         | Diamante lei e Luce lui (inedito)       | Dolce notte (inedito)                       | N.D.      |
| IV        | Comparata CANTO Hey Jude                | Comparata CANTO Hey Jude                    | Virginio  |
| VII       | Comparata CANTO La compagnia            | Comparata CANTO La compagnia                | N.D.      |
| VIII      | Questo bellissimo gioco (inedito)       | Ad occhi chiusi (inedito)                   | N.D.      |
| SECONDA   | ANNALISA 49,70%                         | ANNALISA 49,70%                             |           |
| VINCITORE | VIRGINIO 50,30%                         | VIRGINIO 50,30%                             |           |

## Commissione esterna
Composta da 3 elementi per il canto e 3 per la danza. Vi si alternano:
| COMMISSIONE ESTERNA CANTO | COMMISSIONE ESTERNA CANTO | COMMISSIONE ESTERNA CANTO | COMMISSIONE ESTERNA CANTO | COMMISSIONE ESTERNA CANTO | COMMISSIONE ESTERNA CANTO | COMMISSIONE ESTERNA CANTO | COMMISSIONE ESTERNA CANTO | COMMISSIONE ESTERNA CANTO | COMMISSIONE ESTERNA CANTO | COMMISSIONE ESTERNA CANTO |
| PUNTATE                   | PUNTATE                   | 1                         | 2                         | 3                         | 4                         | 5                         | 6                         | 7                         | 8                         |                           |
| ------------------------- | ------------------------- | ------------------------- | ------------------------- | ------------------------- | ------------------------- | ------------------------- | ------------------------- | ------------------------- | ------------------------- | ------------------------- |
| Fio Zanotti               |                           |                           |                           |                           |                           |                           |                           |                           |                           |                           |
| Paolo Giordano            | Il Giornale               |                           |                           |                           |                           |                           |                           |                           |                           |                           |
| Alessandro Massara        | Universal                 |                           |                           |                           |                           |                           |                           |                           |                           |                           |
| Luca Dondoni              | La Stampa                 |                           |                           |                           |                           |                           |                           |                           |                           |                           |
| Daniele Menci             | Sony                      |                           |                           |                           |                           |                           |                           |                           |                           |                           |
| Andrea Laffranchi         | Corriere della Sera       |                           |                           |                           |                           |                           |                           |                           |                           |                           |
| Brando                    | Ultrasuoni                |                           |                           |                           |                           |                           |                           |                           |                           |                           |
| Marcello Balestra         | Warner                    |                           |                           |                           |                           |                           |                           |                           |                           |                           |

| COMMISSIONE ESTERNA BALLO | COMMISSIONE ESTERNA BALLO | COMMISSIONE ESTERNA BALLO | COMMISSIONE ESTERNA BALLO | COMMISSIONE ESTERNA BALLO | COMMISSIONE ESTERNA BALLO | COMMISSIONE ESTERNA BALLO | COMMISSIONE ESTERNA BALLO | COMMISSIONE ESTERNA BALLO | COMMISSIONE ESTERNA BALLO | COMMISSIONE ESTERNA BALLO |
| PUNTATE                   | PUNTATE                   | 1                         | 2                         | 3                         | 4                         | 5                         | 6                         | 7                         | 8                         |                           |
| ------------------------- | ------------------------- | ------------------------- | ------------------------- | ------------------------- | ------------------------- | ------------------------- | ------------------------- | ------------------------- | ------------------------- | ------------------------- |
| Anna Maria Prina          |                           |                           |                           |                           |                           |                           |                           |                           |                           |                           |
| Silvio Oddi               |                           |                           |                           |                           |                           |                           |                           |                           |                           |                           |
| Eric Vu An                |                           |                           |                           |                           |                           |                           |                           |                           |                           |                           |
| Francesca Bernabini       | Danza sì                  |                           |                           |                           |                           |                           |                           |                           |                           |                           |
| Stéphane Fournial         | 6 Prime                   |                           |                           |                           |                           |                           |                           |                           |                           |                           |
| Ricardo Nunez             |                           |                           |                           |                           |                           |                           |                           |                           |                           |                           |

## Commissione della Critica
Nell'ultima puntata è presente una commissione per assegnare tra i finalisti il premio della critica del valore di € 50.000. La commissione è composta da:
| Andrea Pugliese     | La Gazzetta dello Sport |
| Roberto Brunelli    | L'Unità                 |
| Elisabetta Malvagna | Ansa                    |
| Antonella Nesi      | Adnkronos               |
| Laura Rio           | Il Giornale             |
| Stefano Mannucci    | Il Tempo                |
| Alessandra Menzani  | Libero                  |
| Marco Mangiarotti   | QN/Il Giorno            |
| Marco Molendini     | Il Messaggero           |
| Paolo Giordano      | Il Giornale             |
| Andrea Laffranchi   | Corriere della Sera     |
| Luca Dondoni        | La Stampa               |
| Luca Dini           | Vanity Fair             |
| Umberto Brindani    | Oggi                    |
| Monica Mosca        | Gente                   |
| Eric Vu An          |                         |
| Silvio Oddi         |                         |
| Stephane Fournial   | 6 Prime                 |
| Anna Maria Prina    |                         |
| Lorenzo Scoles      | Radio Rai 2             |
| Pippo Pelo          | Radio Kiss Kiss         |
| Marco Balestri      | Radio 101               |
| Antonio Vandoni     | Radio Italia            |
| Charlie Gnocchi     | RTL                     |
| Anna Pettinelli     | Radio Dimensione Suono  |
| La Pina             | Radio Deejay            |

## Ascolti
| Puntata            | Messa in onda    | Telespettatori | Share  | Fonte    |
| ------------------ | ---------------- | -------------- | ------ | -------- |
| 1                  | 11 gennaio 2011  | 4 044 000      | 19,32% | [ F 2 ]  |
| 2                  | 18 gennaio 2011  | 3 645 000      | 18,06% | [ F 3 ]  |
| 3                  | 23 gennaio 2011  | 4 093 000      | 19,61% | [ F 4 ]  |
| 4                  | 30 gennaio 2011  | 4 391 000      | 20,04% | [ F 5 ]  |
| 5                  | 6 febbraio 2011  | 4 192 000      | 19,47% | [ F 6 ]  |
| Prima semifinale   | 13 febbraio 2011 | 4 115 000      | 18,64% | [ F 7 ]  |
| Seconda semifinale | 20 febbraio 2011 | 4 377 000      | 20,66% | [ F 8 ]  |
| Terza semifinale   | 27 febbraio 2011 | 4 111 000      | 19,11% | [ F 9 ]  |
| Finale             | 6 marzo 2011     | 5 206 000      | 25,67% | [ F 10 ] |
| Media              | Media            | 4 242 000      | 20,06% |          |

### Ascolti giornalieri
In questa tabella sono indicati i risultati in termini di ascolto della striscia quotidiana andata in onda dal lunedì al venerdì su Canale 5 dalle 16:10 alle 16:50. 
- Nota: Il sabato non va contato per la media settimanale visto la sua messa in diretta dalle 14:10 alle 15:30 su Canale 5.

| Canale 5          | Settimana 1        | Settimana 2   | Settimana 3   | Settimana 4   | Settimana 5   | Settimana 6   | Settimana 7   | Settimana 8   | Settimana 9   |
| ----------------- | ------------------ | ------------- | ------------- | ------------- | ------------- | ------------- | ------------- | ------------- | ------------- |
| Lunedì            | 2 038m 18,06%      | 1 615m 15,64% | 1 673m 16,14% | 2 160m 20,24% | 2 184m 19,86% | 1 961m 19,88% | 1 882m 17,64% | 2 066m 18,99% | 2 067m 17,78% |
| Martedì           | 1 831m 16,42%      | 1 712m 16,83% | 1 723m 16,69% | 2 022m 18,46% | 1 824m 16,68% | 1 852m 18,28% | 1 925m 17,89% | 1 794m 16,87% | 2 122m 18,73% |
| Mercoledì         | 1 616m 14,63%      | 1 918m 19,33% | 1 932m 18,10% | 1 910m 17,33% | 2 011m 17,93% | 1 796m 17,51% | 2 232m 17,47% | 1 689m 15,45% | 1 527m 13,82% |
| Giovedì           | non andato in onda | 1 742m 17,75% | 1 500m 13,98% | 1 740m 15,82% | 1 793m 16,19% | 1 607m 16,10% | 1 870m 16,34% | 1 922m 17,75% | 1 968m 16,63% |
| Venerdì           | 1 578m 13,95%      | 1 788m 17,47% | 1 681m 15,29% | 2 092m 18,87% | 1 695m 16,30% | 1 633m 15,36% | 1 817m 16,05% | 1 842m 16,62% | 1 958m 17,60% |
| Sabato            | 3 135m 19,75%      | 3 281m 20,62% | 3 439m 19,82% | 3 718m 20,99% | 3 468 21,03%  | 3 290m 20,11% | 3 376m 21,19% | 3 255m 21,63% | 3 297m 19,14% |
| Media Settimanale | 2 039m 16,56%      | 2 009m 17,94% | 1 991m 16,67% | 2 274m 18,62% | 2 162m 18,00% | 2 023m 17,87% | 2 184m 17,76% | 2 161m 17,88% | 2 156m 17,28% |
| Media Finale      | 2 111m 17,62%      | 2 111m 17,62% | 2 111m 17,62% | 2 111m 17,62% | 2 111m 17,62% | 2 111m 17,62% | 2 111m 17,62% | 2 111m 17,62% | 2 111m 17,62% |

## L'interesse delle case discografiche
Durante la decima edizione del talent show, come nelle edizioni precedenti, è stata data la possibilità ad alcuni cantanti di realizzare degli EP per essere lanciati sul mercato e di firmare un contratto con major discografiche. L'attenzione delle varie case discografiche si è focalizzata principalmente su tre elementi della categoria Canto:
- Virginio, che ha firmato un contratto con la Universal Music, che gli ha dato la possibilità di realizzare l'EP Finalmente.
- Annalisa, che ha firmato un contratto con la Warner Music, che le ha dato la possibilità di realizzare l'album Nali.
- Francesca Nicolì, che ha firmato un contratto con la Sony Music, che le ha dato la possibilità di realizzare l'EP Kekka.

### Classifiche
| Artista   | EP         | Posizioni in classifica | Certificazioni |
| Artista   | EP         | Italia                  | Certificazioni |
| --------- | ---------- | ----------------------- | -------------- |
| Annalisa  | Nali       | 2                       | Platino        |
| Virginio  | Finalmente | 4                       | Oro            |
| Francesca | Kekka      | 28                      | —              |

## L'interesse delle compagnie di ballo
Come nell'edizione precedente del programma c'è stato un forte interesse da parte di prestigiose compagnie di ballo internazionali. In particolare l'attenzione delle compagnie si è focalizzata su tre elementi del circuito ballo:
- Denny Lodi ha ottenuto un contratto per un anno con il Complexions Contemporary Ballet
- Giulia Pauselli ha ottenuto un contratto per un anno con la Parsons Dance Company
- Vito Conversano ha ottenuto la borsa di studio per un anno di lavoro presso l'English National Ballet.